# Verstand
Der Verstand ist in der Philosophie das Vermögen, Begriffe zu bilden und diese zu (wahren) Urteilen zu verbinden. Die heutige Verwendung des Begriffes wurde maßgeblich von Immanuel Kant geprägt, der dem Verstand häufig die Vernunft gegenüberstellt, ihn aber auch von der Wahrnehmung unterscheidet.
Der Begriff ist das Substantiv zu „verstehen“ von althochdeutsch „farstān“ mit der ursprünglichen Bedeutung „davor stehen“ (wodurch man z. B. eine Sache genau wahrnehmen kann), was von Anfang an im übertragenen Sinn („begreifen“, „durchschauen“) verwendet wurde.

## Erläuternde Zitate
Immanuel Kant definiert in seiner Anthropologie in pragmatischer Hinsicht (1798) den Verstand folgendermaßen:

„Verstand, als das Vermögen zu denken (durch Begriffe sich etwas vorzustellen), wird auch das obere Erkenntnißvermögen (zum Unterschiede von der Sinnlichkeit, als dem unteren) genannt, darum weil das Vermögen der Anschauungen (reiner oder empirischer) nur das Einzelne in Gegenständen, dagegen das der Begriffe das Allgemeine der Vorstellungen derselben, die Regel, enthält, der das Mannigfaltige der sinnlichen Anschauungen untergeordnet werden muß, um Einheit zur Erkenntniß des Objects hervorzubringen. – Vornehmer ist also zwar freilich der Verstand als die Sinnlichkeit, mit der sich die verstandlosen Thiere nach eingepflanzten Instincten schon nothdürftig behelfen können, so wie ein Volk ohne Oberhaupt; statt dessen ein Oberhaupt ohne Volk (Verstand ohne Sinnlichkeit) gar nichts vermag. Es ist also zwischen beiden kein Rangstreit, obgleich der eine als Oberer und der andere als Unterer betitelt wird.
Es wird aber das Wort Verstand auch in besonderer Bedeutung genommen: da er nämlich als ein Glied der Eintheilung mit zwei anderen dem Verstande in allgemeiner Bedeutung untergeordnet wird, und da besteht das obere Erkenntnißvermögen (materialiter, d. i. nicht für sich allein, sondern in Beziehung aufs Erkenntniß der Gegenstände betrachtet) aus Verstand, Urtheilskraft und Vernunft.“

Umfassend ist die Definition von Rudolf Eisler, der in seinem Wörterbuch der philosophischen Begriffe (2. Auflage 1904) schrieb:

„Verstand (logos, epistêmê, intellectus, intelligentia, ratio, entendement, understanding) ist im weitern Sinn die Denkkraft, die Intelligenz gegenüber der Sinnlichkeit, im engeren, gegenüber der Vernunft (s. d.), die Einheit, Fähigkeit des geistigen Erfassens, des (richtigen) Begreifens (Abstrahierens) und Urteilens, kurz des beziehend-vergleichenden, analysierenden Denkens, sowie des »Verstehens«, d. h. des Wissens um die Bedeutung der Worte und Begriffe. »Gesunder Verstand« (»bon sens«) ist die natürliche (schon ohne besondere Ausbildung wirksame) Auffassungs- und Beurteilungskraft, das normale, aber unmethodische, daher auch leicht fehlgehende Denken.“

Für Arthur Schopenhauer beschränkt sich der Verstand auf das Erkennen von Ursache und Wirkung:

„Das subjektive Korrelat der Materie oder der Kausalität, denn beide sind eines, ist der Verstand, und er ist nichts außerdem. Kausalität erkennen ist seine einzige Funktion, seine alleinige Kraft.“

Der Psychologe und Kognitionswissenschaftler Steven Pinker sieht den Verstand als ein Werkzeug, um Wahrscheinlichkeiten einzuschätzen und daraus Schlüsse abzuleiten:

„Der Verstand ist ein neuronaler Computer, der durch die natürliche Selektion mit kombinatorischen Algorithmen ausgestattet ist, um kausale und probabilistische Schlussfolgerungen über Pflanzen, Tiere, Dinge und Menschen zu treffen.“

„In einem Universum, in dem überhaupt Regelmäßigkeiten auftreten, sind Entscheidungen, die aufgrund von Erfahrungen getroffen werden, besser als Entscheidungen nach dem Zufallsprinzip. Dies ist immer so gewesen und man würde erwarten, dass Organismen, insbesondere informationsverarbeitende, wie die Menschen, eine ausgeprägte Intuition für Wahrscheinlichkeiten entwickelt haben.“

## Klassische Literatur

### Philosophie der Neuzeit
- René Descartes, Abhandlung über die Methode, richtig zu denken und Wahrheit in den Wissenschaften zu suchen
- John Locke, Versuch über den menschlichen Verstand : in vier Büchern, Bd. 1., Buch I und II, 5., Aufl. Meiner, Hamburg 2000. ISBN 978-3-7873-1555-0, Bd. 2., Buch III und IV, 3. Aufl. Meiner, Hamburg 1988. ISBN 978-3-7873-0931-3
- John Locke: Über den richtigen Gebrauch des Verstandes, übers. von Otto Martin, Leipzig: Felix Meiner, 1920; unveränd. Nachdr. d. Ausg. von 1920, Hamburg: Felix Meiner, 1978, ISBN 3-7873-0434-7
- John Locke: Die Leitung des Verstandes. Übersetzt von Jürgen Bona Meyer, Wissenschaftlicher Verlag, Schutterwald/Baden 1998, ISBN 978-3-928640-61-9
- David Hume, Untersuchung in Betreff des menschlichen Verstandes
- George Berkeley, Abhandlungen über die Prinzipien der menschlichen Erkenntnis
- Gottfried Wilhelm Leibniz, Neue Abhandlungen über den menschlichen Verstand
- Immanuel Kant, Kritik der reinen Vernunft, Kritik der praktischen Vernunft, Kritik der Urteilskraft